# Madeleine Sauveur
Madeleine Sauveur (* 17. September 1951 in Braunschweig; † 12. August 2023) war eine deutsche Kabarettistin und Sängerin.

## Leben
Madeleine Sauveur wurde in Braunschweig geboren. Sie absolvierte einen Chanson-Meisterkurs bei Gisela May, eine Gesangsausbildung bei Brigitta Seidler-Winkler sowie ein Schreibseminar bei Christof Stählin. 2006 nahm sie an der Celler Schule teil.
Verschiedene Regiearbeiten sowohl mit Mathias Repiscus als auch mit Peter Willi Hermanns. Seit 1992 trat sie mit diversen eigenen Kabarett-Programmen auf.
Madeleine Sauveur wurde bei ihren Auftritten begleitet von dem Pianisten Clemens Maria Kitschen.
Mit dem Schauspieler Volker Heymann gründete sie 2005 das Kabarettensemble Mannheimer KultUrknall.
Madeleine Sauveur starb im August 2023 im Alter von 71 Jahren.

## Programme
- 2009 Befriedigung mangelhaft  – Abi und die Spätfolgen (mit Volker Heymann)
- 2009 Ich höre was, was du nicht sagst!
- 2006 Sternstundenhotel – Von Zimmernummern und Schlüsselerlebnissen
- 2005 Herz sticht – Gute Karten beim anderen Geschlecht (mit Volker Heymann)
- 2004 Gewusst wie?!
- 2001 Wunschkind – Fröhliche Geschichten von schrecklich traurigen Leuten
- 1999 Ich habe dir nie einen Marmorkuchen versprochen
- 1998 Hellwach
- 1997 Chansonabend
- 1996 Feuer bitte!
- 1995 Bitte zahlen! – Von Bubiköpfen, Badehosen, Brecht und braunen Hemden
- 1993 Davon geht die Welt nicht unter
- 1992 Er, der Herrlichste von allen?

## Auszeichnungen
- 2018: Emser Pastillchen für 2 Stimmbänder, Bad Ems
- 2011: Troubadour Chanson & Liedwettbewerb, Stuttgart, 3. Platz
- 2009: Braunschweig, Das schönste Liebeslied, 1. Platz
- 2007: Böblinger Mechthild, 3. Platz
- 2006: Der Rostocker Koggenzieher in Bronze
- 2005: Reinheimer Satirelöwe, 1. Preis (Ensemblekabarett)

## Nominierungen
- 2010: Der Rostocker Koggenzieher

## Veröffentlichungen
- Hermann hatte völlig vergessen, wie man Brot schreibt. Unwahrscheinliche Geschichten. Satzwerk, Göttingen 2004, ISBN 3-930333-49-X